# Cornel Wilde
Cornelius Louis Wilde (Prievidza (was toen nog Hongarije), 13 oktober 1915 - Los Angeles, 16 oktober 1989) was een Amerikaans acteur van Hongaars-Tsjechoslowaakse afkomst. Hij werd in 1946 genomineerd voor een Academy Award voor zijn hoofdrol als Frédéric Chopin in de biografische film A Song to Remember. Na zijn film- en acteerdebuut in Exclusive speelde hij in meer dan vijftig films.
Acht films waarin Wilde speelde werden tevens door hem zelf geregisseerd en geproduceerd, waarvan hij er vijf eveneens (mede)schreef. Dit waren The Devil's Hairpin (1957), Lancelot and Guinevere (1963), Beach Red (1967), No Blade of Grass (1970) en Sharks' Treasure (1975).
Wilde trouwde in 1937 met actrice Patricia Knight, met wie hij in 1943 dochter Wendy kreeg. Vijf dagen nadat hun huwelijk in 1951 strandde, hertrouwde hij met actrice Jean Wallace. Met haar kreeg hij zoon Cornel Wilde, Jr.
Drie dagen na zijn 74e verjaardag overleed Wilde aan de gevolgen van leukemie. Hij werd begraven op het Westwood Village Memorial Park Cemetery.

## Filmografie
*Exclusief twee televisiefilms
| - Flesh and Bullets (1985) - The Fifth Musketeer (1979) - The Norseman (1978) - Sharks' Treasure (1975) - No Blade of Grass (1970, stem) - The Comic (1969) - Beach Red (1967) - The Naked Prey (1966) - Lancelot and Guinevere (1963) - Costantino il grande (1962, aka Constantine the Great) - Edge of Eternity (1959) - Maracaibo (1958) - The Devil's Hairpin (1957) - Omar Khayyam (1957) - Beyond Mombasa (1956) - Hot Blood (1956) - Storm Fear (1955) - The Scarlet Coat (1955) - The Big Combo (1955) - Passion (1954) - Woman's World (1954) - Star of India (1954) - Saadia (1953) - Treasure of the Golden Condor (1953) - Operation Secret (1952) - California Conquest (1952) | - At Sword's Point (1952) - The Greatest Show on Earth (1952) - Two Flags West (1950) - Swiss Tour (1950) - Shockproof (1949) - Road House (1948) - The Walls of Jericho (1948) - It Had to Be You (1947) - Forever Amber (1947) - The Homestretch (1947) - Stairway for a Star (1947) - Centennial Summer (1946) - The Bandit of Sherwood Forest (1946) - Leave Her to Heaven (1945) - A Thousand and One Nights (1945) - A Song to Remember (1945) - Wintertime (1943) - Life Begins at Eight-Thirty (1942) - Manila Calling (1942) - The Perfect Snob (1941) - Kisses for Breakfast (1941) - Knockout (1941) - High Sierra (1941) - Lady with Red Hair (1940) - Exclusive (1937) |

## Geregisseerde films
- Sharks' Treasure (1975)
- No Blade of Grass (1970)
- Beach Red (1967)
- The Naked Prey (1966)
- Lancelot and Guinevere (1963)
- Maracaibo (1958)
- The Devil's Hairpin (1957)
- Storm Fear (1955)

- Biblioteca Nacional de España: XX1297201
- Bibliothèque nationale de France: cb13951455s (data)
- Gemeinsame Normdatei: 117379905
- International Standard Name Identifier: 0000 0000 5936 1805
- Library of Congress Control Number: no92028806
- MusicBrainz: 46a59a4d-593b-4b19-a87e-931e881defb0
- National Archives and Records Administration: 10573671
- Nationale Bibliotheek van Israël: 987007344855705171
- RKD-Nederlands Instituut voor Kunstgeschiedenis: 103001
- SNAC: w600051b
- Système universitaire de documentation: 059673168
- Virtual International Authority File: 8085149489120893810001